# Štíty
Štíty, bis 1949 Šilperk (deutsch Mährisch Schildberg) ist eine Stadt im Okres Šumperk in Tschechien.

## Geographie
Die Stadt liegt 14 Kilometer westlich von Šumperk (Mährisch Schönberg) an der Staatsstraße 43 nach Lanškroun (Landskron) im Tal der Březná (Friese) zwischen dem Adlergebirge, Hannsdorfer Bergland (Hanušovická vrchovina) und Hohenstädter Bergland (Zábřežská vrchovina).
Nachbarorte sind Březná, Heroltice und Bukovice im Norden, Horní Studénky im Osten, Jedlí im Südosten, Crhov im Süden, Cotkytle im Südwesten, Polsko und Horní Heřmanice im Westen sowie Rýdrovice im Nordwesten.

## Geschichte

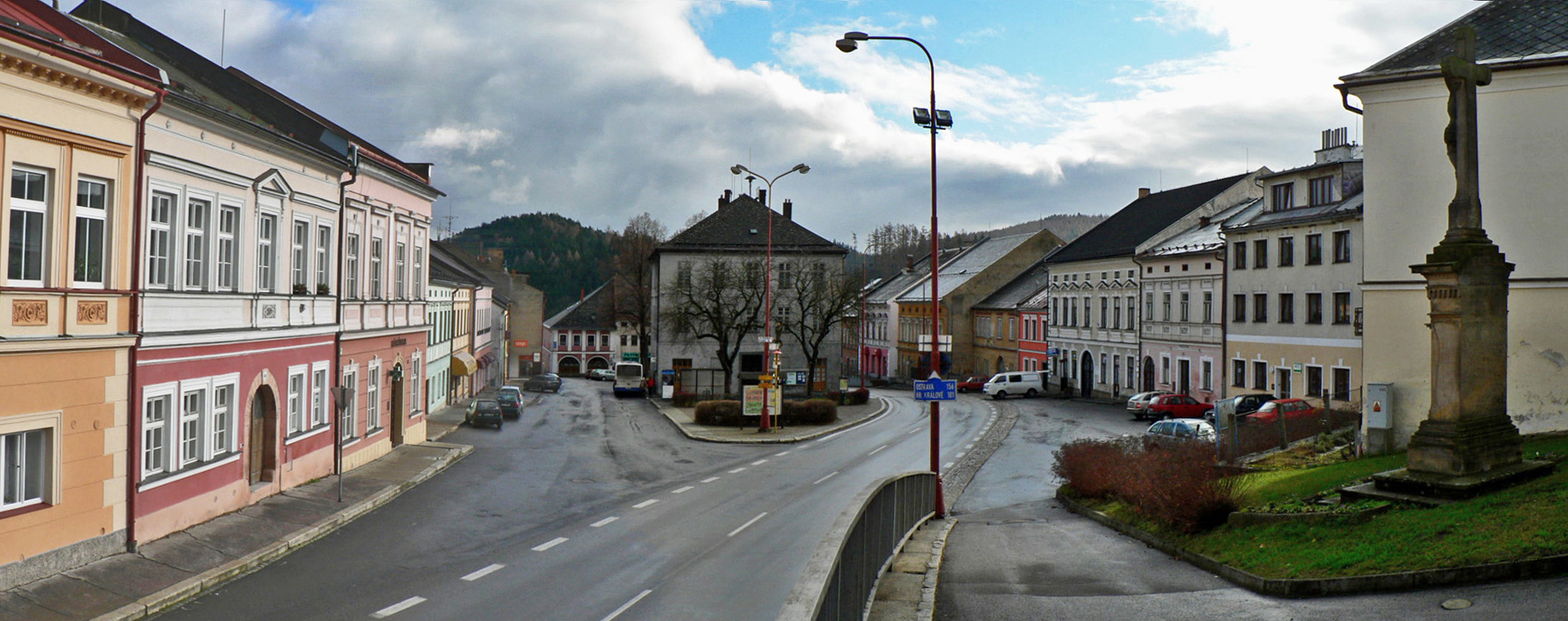
Innenstadt

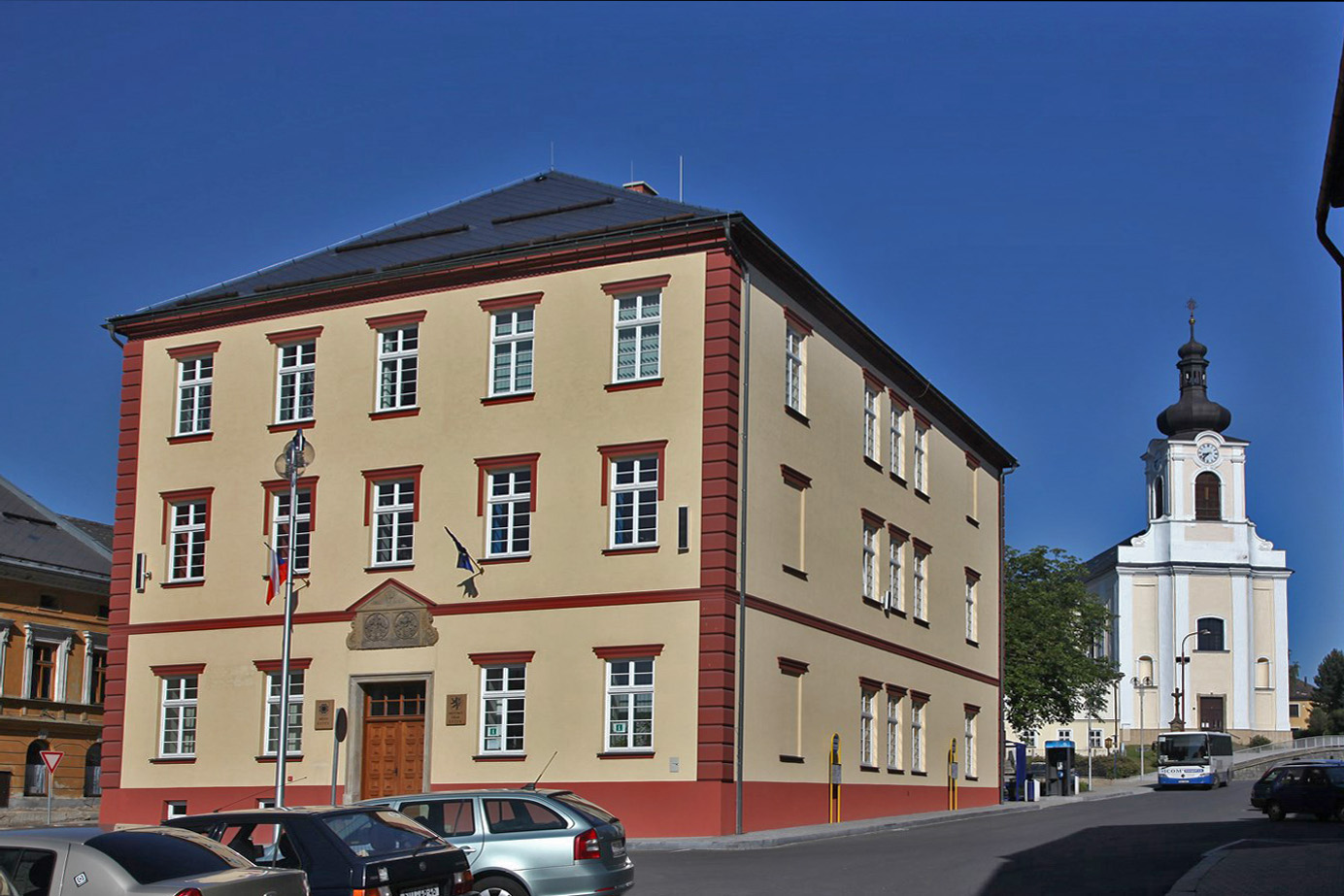
Zentrum mit der Stadtkirche

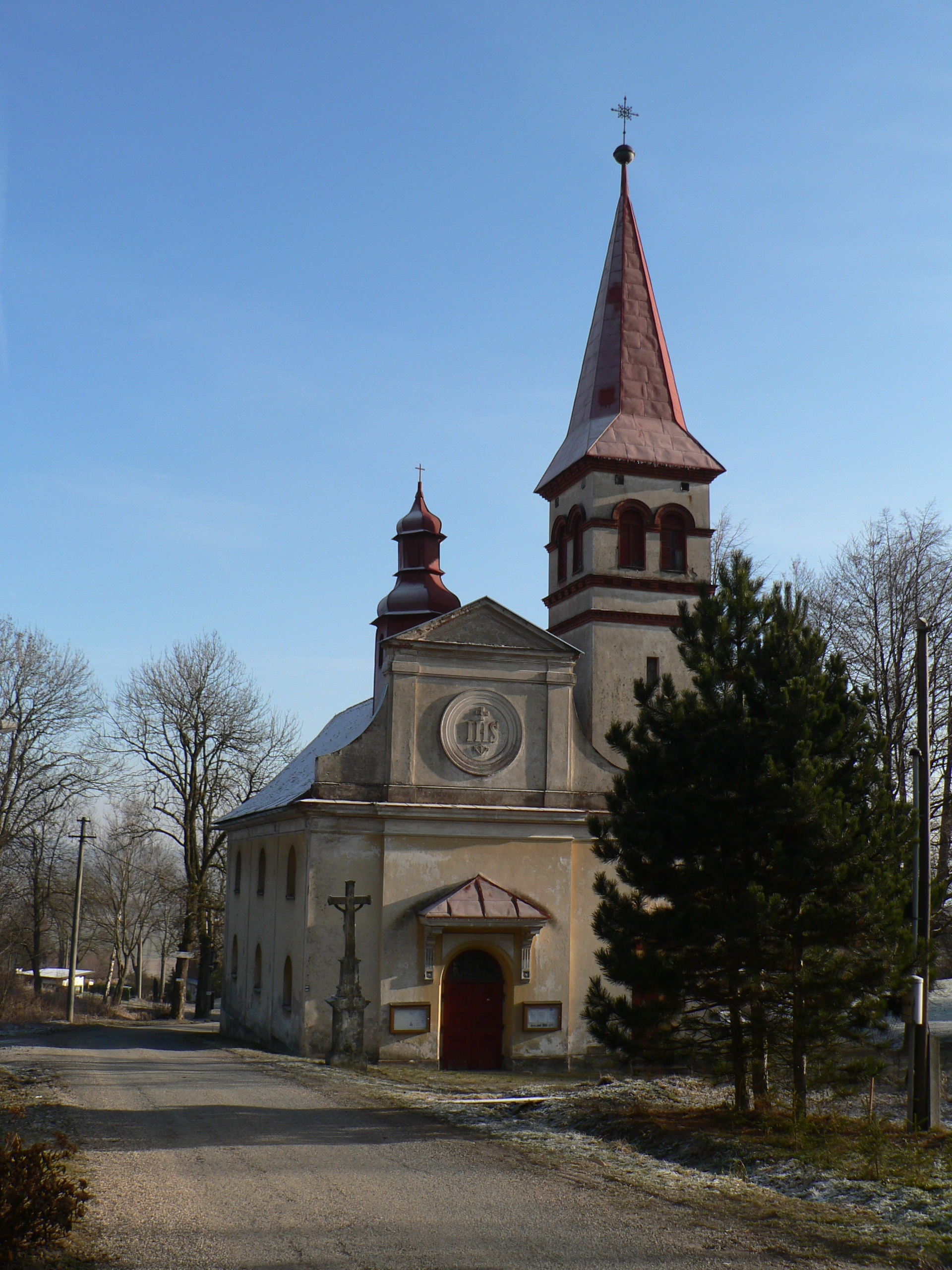
Kirche im Stadtteil Heroltice (Herautz)

Schildberg wurde in der ersten Hälfte des 13. Jahrhunderts deutschrechtlich gegründet und 1248 erstmals urkundlich erwähnt. In einer Urkunde vom 26. Januar 1312 wird ein Johannes von Schildberg genannt. Es gehörte zur Herrschaft Hohenstadt und war bis 1480 im Besitz der Herren von Sternberg. Nach zahlreichen weiteren Besitzerwechseln erwarb es 1602 Jan Odkolek von Újezd. Wegen seiner Beteiligung am böhmischen Ständeaufstand wurde er nach der Schlacht am Weißen Berg enteignet. 1624 wurde Schildberg dem kaisertreuen Statthalter Karl I. von Liechtenstein übergeben, von dem es 1627 dessen Sohn Karl Eusebius von Liechtenstein erbte. Im Dreißigjährigen Krieg wurde Schildberg 1646 von den Schweden geplündert und im Zweiten Schlesischen Krieg 1744 von der Preußischen Armee. In den Jahren 1681, 1799 und 1802 kam es zu Zerstörungen durch Stadtbrände. Während der Herrschaft der Liechtensteiner wurde die Gegenreformation durchgeführt und Schildberg der Herrschaft Eisenberg angegliedert.
Am 30. Dezember 1899 erhielt Mährisch Schildberg eine Eisenbahnanbindung an der Lokalbahn Mährisch Schildberg–Grulich.
Historische Stadtansichten

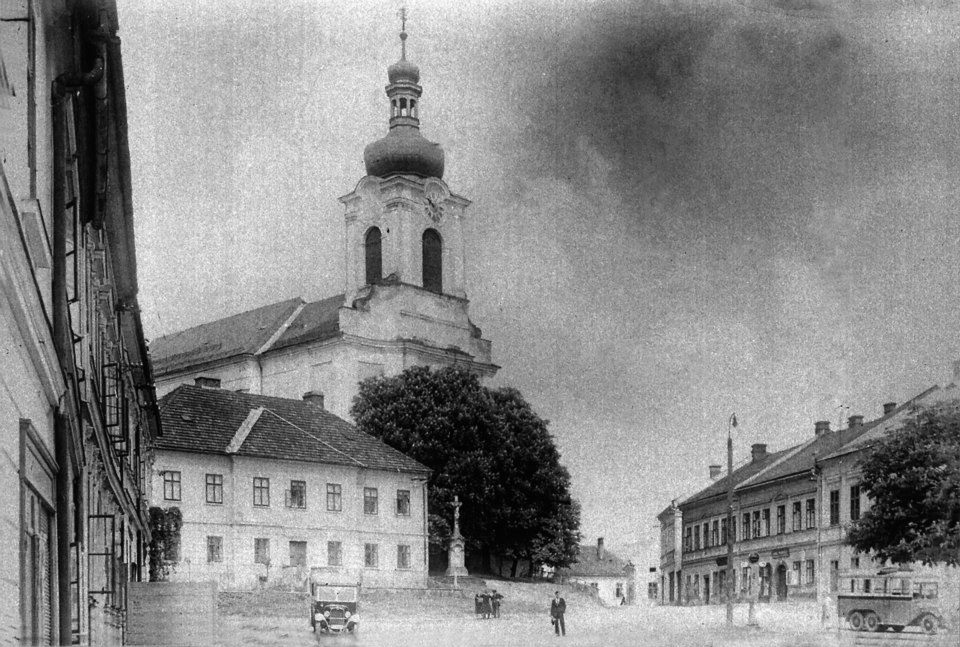
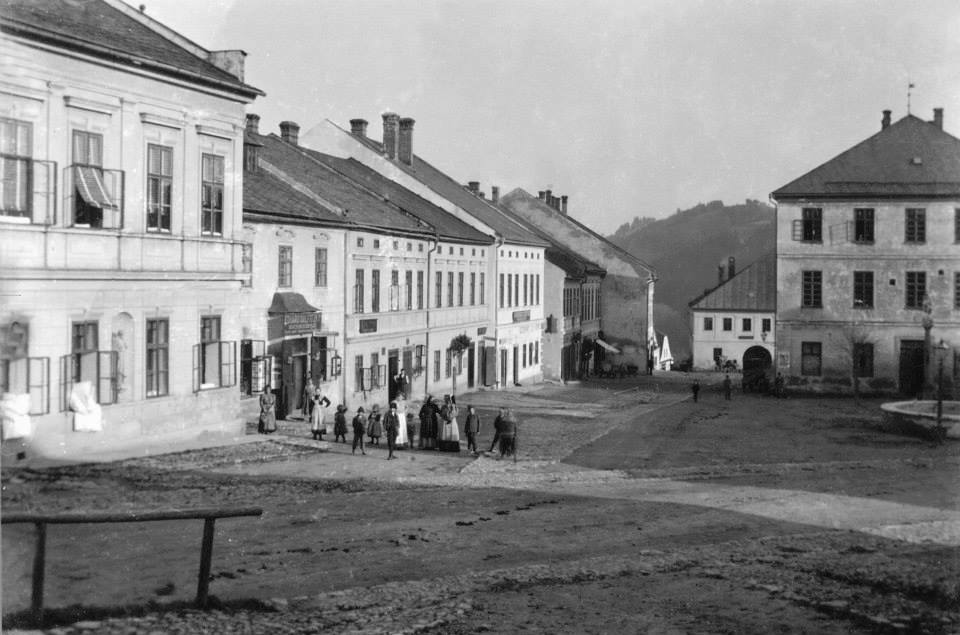
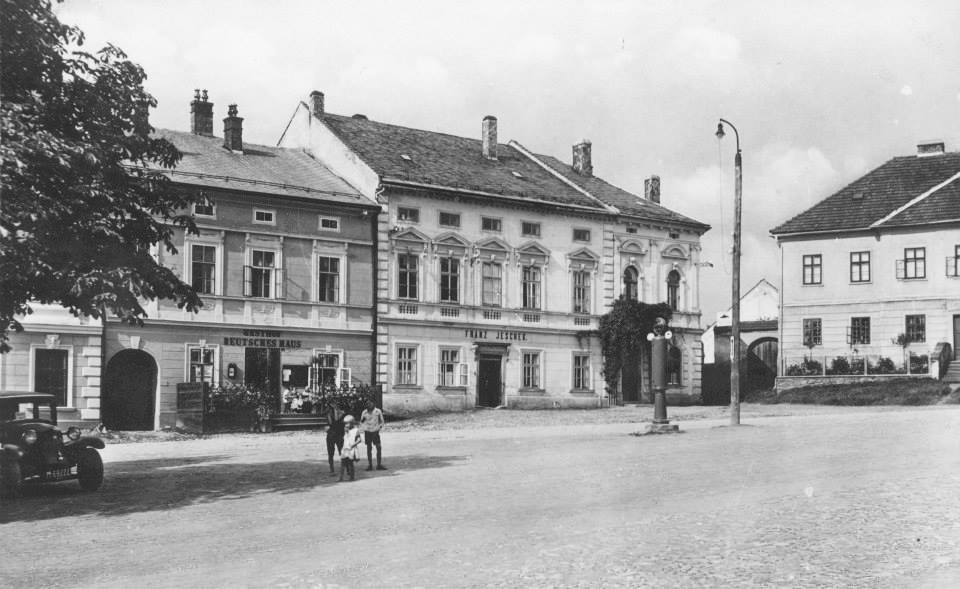

Nach der Gründung der Tschechoslowakei 1918 gehörte Schildberg zum politischen Bezirk Zábřeh. 1922 erhielt es die amtliche tschechische Ortsbezeichnung Šilperk. 1790 wurden 1720 Einwohner gezählt, und 1980 waren es 2002 Einwohner. Beim Zensus 1930 waren es 1567 Einwohner (davon 489 Tschechen).
Als Folge des Münchner Abkommens 1938 wurde es dem Deutschen Reich angeschlossen und gehörte bis 1945 zum Landkreis Hohenstadt im Regierungsbezirk Troppau im Reichsgau Sudetenland. Nach dem Zweiten Weltkrieg kam es zur Tschechoslowakei zurück und erhielt zunächst wieder die Ortsbezeichnung Šilperk. 1945/46 wurde die deutsche Bevölkerung vertrieben. 1949 erfolgte die Umbenennung in Štíty.

### Demographie
| Jahr | Einwohner | Anmerkungen          |
| ---- | --------- | -------------------- |
| 1880 | 2.002     | davon 1924 Deutsche  |
| 1890 | 1.957     | davon 1.875 Deutsche |
| 1900 | 1.858     | davon 1.717 Deutsche |
| 1910 | 1.718     | davon 1.564 Deutsche |
| 1921 | 1.583     | Davon 1.134 Deutsche |
| 1930 | 1.567     | Davon 1.057 Deutsche |
| 1939 | 1.366     | [ 3 ]                |

## Ortsgliederung
Zu Štíty gehören die Ortsteile:
- Březná (Friesendorf)
- Crhov (Cerhof) und
- Heroltice (Herautz)
- sowie die Ortslagen Březenský Dvůr (Nieder Lenzdorf), Březná II (Friesehof), Na Hutích (Hammerfeld) und Štíty Hamerské (Hammermühle).

## Söhne und Töchter der Stadt
- Anton Schmidt (1797–1866), Kaufmann und Mitglied der Frankfurter Nationalversammlung
- Rudolf Felzmann (1866–1937), deutschnationaler Politiker

## Sehenswürdigkeiten
- Die Pfarrkirche Mariä Himmelfahrt wurde 1755 anstelle der 1744 abgebrannten hölzernen Kirche im Barockstil erbaut
- Mariensäule auf dem Stadtplatz, 1716 aufgestellt
- Statue des böhmischen Landesheiligen Johannes Nepomuk, 1732 aufgestellt
- Rathaus, der ursprüngliche Renaissancebau wurde 1734 barock umgestaltet
- Fossilien aus dem Mesozoikum in der Lehmgrube an der Ziegelei